# 100-Euro-Münze
100-Euro-Münzen werden von mehreren europäischen Ländern herausgegeben. Die folgende Auflistung führt zu den entsprechenden Ausgabeländern und deren Sammlermünzen-Editionen:
- 100-Euro-Münze (Belgien), siehe Belgische Euromünzen #100 Euro
- 100-Euro-Münze (Deutschland), siehe Gedenkmünzen der Bundesrepublik Deutschland #100-Euro-Goldmünzen
- 100-Euro-Münze (Finnland), siehe Finnische Euromünzen #100 Euro
- 100-Euro-Münze (Frankreich), siehe Französische Euromünzen #100 Euro
- 100-Euro-Münze (Griechenland), siehe Griechische Euromünzen #100 Euro
- 100-Euro-Münze (Irland), siehe Irische Euromünzen #Sammlermünzen
- 100-Euro-Münze (Kroatien), siehe Kroatische Euromünzen #100 Euro
- 100-Euro-Münze (Litauen), siehe Litauische Euromünzen #100 Euro
- 100-Euro-Münze (Luxemburg), siehe Luxemburgische Euromünzen #Ad-Hoc-Ausgaben
- 100-Euro-Münze (Malta), siehe Maltesische Euromünzen #100 Euro
- 100-Euro-Münze (Monaco), siehe Monegassische Euromünzen #Sammlermünzen
- 100-Euro-Münze (Österreich), siehe Österreichische Euromünzen #100 Euro und Wiener Philharmoniker (Münze) #Erhältliche Münzen
- 100-Euro-Münze (Slowenien), siehe Slowenische Euromünzen #Sammlermünzen
- 100-Euro-Münze (Slowakei), siehe Slowakische Euromünzen #100 Euro
- 100-Euro-Münze (Spanien), siehe Spanische Euromünzen #100 Euro
- 100-Euro-Münze (Vatikan), siehe Vatikanische Euromünzen #100 Euro